# Vandrarslamfluga
Vandrarslamfluga (Eristalis similis) är en tvåvingeart som först beskrevs av Carl Fredrik Fallén 1817.  Vandrarslamfluga ingår i släktet slamflugor, och familjen blomflugor. Arten är reproducerande i Sverige.

## Bildgalleri

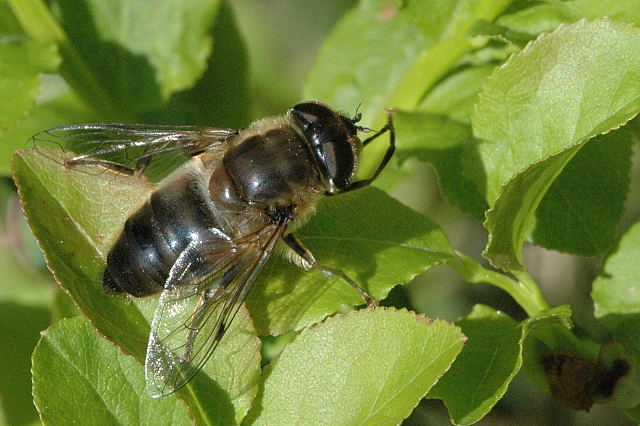
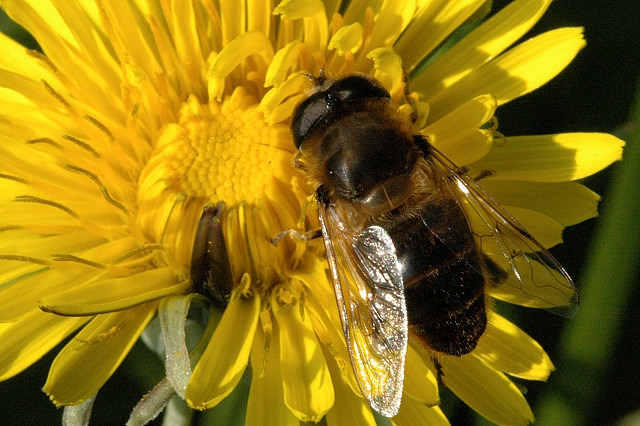
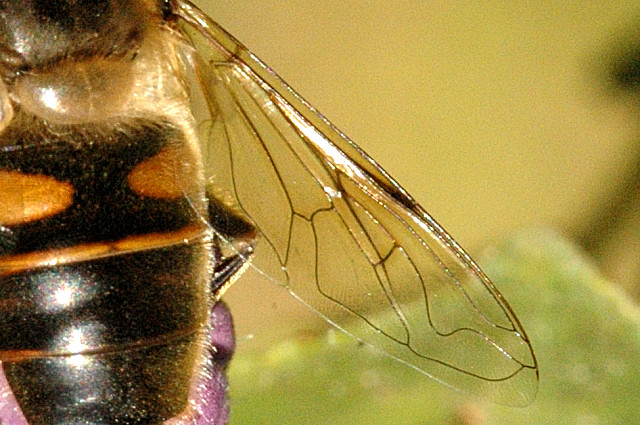